# Felipe López-Pacheco de la Cueva
Felipe López Pacheco y de la Cueva. Nació en Madrid, el 13 de septiembre de 1727, siendo bautizado el 15 de septiembre de ese año y falleció el 24 de julio de 1798. grande de España, XII duque de Escalona, XVI marqués de Aguilar de Campoo con Grandeza de España, XII marqués de Villena, V marqués de Assentar, VII marqués de Bedmar con Grandeza de España, XIII marqués de Moya, XI  marqués de la Eliseda, XIII marqués de Villanueva del Fresno, XIII marqués de Barcarrota, XII conde de Xiquena, XVII conde de San Esteban de Gormaz, XX conde de Castañeda, XIV canciller (honorario) mayor de Castilla, V conde de Villanova.
Hijo de Marciano Fernández Pacheco, XII marqués de Moya y Teniente General de los Reales Ejércitos y de doña María Francisca de la Cueva y Acuña, IV marquesa de Assentar, VI marquesa de Bedmar, IV condesa de Villanova, grande de España, dama de las Reinas doña María Luisa de Orleans y de doña Isabel de Farnesio. Su hermana fue María Francisca Pacheco Portugal Acuña Manrique Silva, XIV marquesa de Moya y XVIII condesa de San Esteban de Gormaz.
Inició su carrera como cadete de Guardias de la infantería española, en donde fue ascendiendo, hasta que en el año 1747 se le confirió el regimiento de infantería de la Reyna. En 1775 siendo Coronel del regimiento de Aragón, participó de la expedición de Argel, mandando una brigada, donde fue herido. Luego fue promovido a Mariscal de Campo y posteriormente a Teniente General de los Reales Ejércitos en el reinado del Rey Carlos III de España. En 1780 el Rey lo nombró su Caballerizo mayor y Montero Mayor. Fue individuo de número de la Real Academia Española y caballero de la Insigne Orden del Toisón de Oro en 1789. Además fue Comendador de la Orden de Santiago.
El 21 de febrero de 1750 contrajo matrimonio con María Luisa Centurión y Velasco, fundadora del segundo monasterio de la Visitación de Santa María,  VIII marquesa de Estepa con Grandeza de España, XIV condesa de Fuensalida con Grandeza de España, VIII  condesa de Colmenar de Oreja, IX marquesa de Laula, IX marquesa de Vivola, IX marquesa de Monte de Vay, X condesa de las Posadas, VIII condesa de Casa de Palma, X Condesa de Barajas con Grandeza de España, IX Marquesa de la Alameda, XI Condesa de Puñonrostro con Grandeza de España, III Marquesa de Casasola, de quien no dejó sucesión.